# Edgar Daniel Núñez
Edgar Daniel Núñez (Catacamas, 23 agosto 1979) è un ex calciatore honduregno, di ruolo attaccante.

## Carriera

### Nazionale
Ha debuttato in Nazionale il 4 giugno 2005, nell'amichevole Giamaica-Honduras (0-0). Ha partecipato, con la Nazionale, alla CONCACAF Gold Cup 2005. Ha collezionato in totale, con la maglia della Nazionale, due presenze.